# Brednäbbad monark
Brednäbbad monark (Myiagra ruficollis) är en fågel i familjen monarker inom ordningen tättingar.

## Utseende
Brednäbbad monark är en långstjärtad och slank tätting med tunn men bred näbb. Fjäderdräkten är blågrå ovan, vit under och orange på strupe och bröst. Stjärtfjädrarna är av olika längd, vilket skapar ett kilformat mönster, olikt liknande blågrå monark där fjädrarna är lika långa.

## Utbredning och systematik
Brednäbbad monark delas in i tre underarter:
- M. r. ruficollis – förekommer i Små Sundaöarna och små öar i Floreshavet
- M. r. fulviventris – förekommer i Tanimbaröarna (Larat, Yamdena och Selaru)
- M. r. mimikae – förekommer på Nya Guinea samt nordvästra Västaustralien till Kap Yorkhalvön och Keppel Bay

## Levnadssätt
Brednäbbad monark hittas i mangrove och kustnära skogar. Där fångar den insekter genom att plocka dem från lövverket eller fånga dem i luften.

## Status och hot
Arten har ett stort utbredningsområde, men tros minska i antal, dock inte tillräckligt kraftigt för att den ska betraktas som hotad. Internationella naturvårdsunionen IUCN listar arten som livskraftig (LC).